# إسحاق مزراحي شرابي
الحاخام إسحاق مزراحي شرابي (توفي في 1804 في القدس) ثاني مدير لبيت الإله وهو ابن شالوم شرابي.